# Malinowska Skała

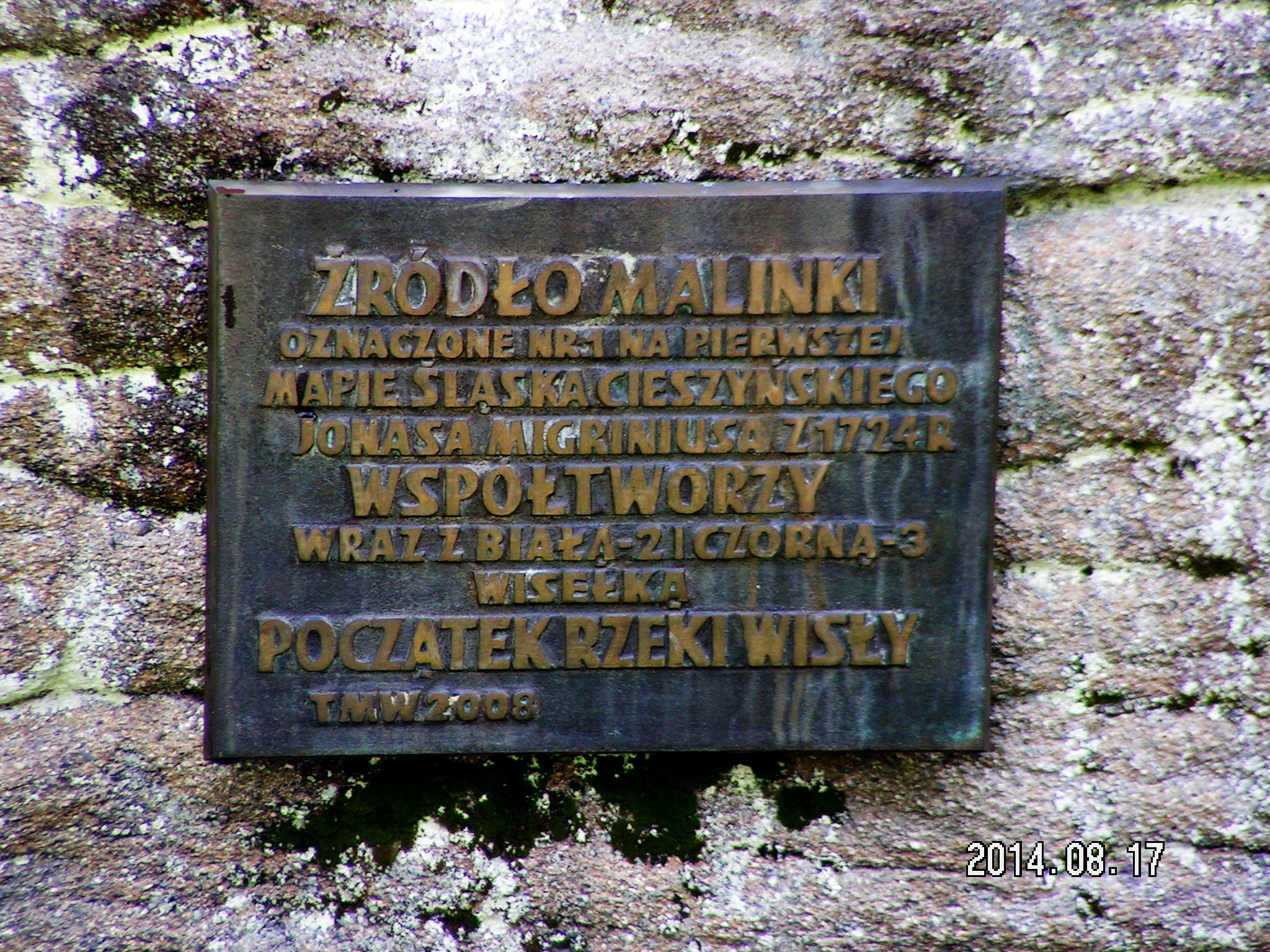
Źródło potoku Malinka (trzeciego potoku źródłowego Wisły, jedynego dostępnego dla turystów) na Malinowskiej skale. Można do niego dotrzeć szeroką, utwardzoną ścieżką wychodzącą spod Białego Krzyża, naprzeciw przystanku PKS, na prawo od szlaku na Malinów.

Malinowska Skała (1152 m n.p.m.) – zwornikowy szczyt w głównym grzbiecie Pasma Baraniej Góry i Skrzycznego w Beskidzie Śląskim. Ku północnemu zachodowi biegnie od tej kulminacji grzbiet przez Malinowską Przełęcz i Malinów ku Przełęczy Salmopolskiej, ku południu przez Malinowskie Siodło i Zielony Kopiec grzbiet ku Baraniej Górze. Na północ odchodzi od Malinowskiej Skały grzbiet ku Skrzycznemu, zaś ku wschodowi wybiega krótki grzbiecik Kościelca. Spod Malinowskiej Skały wypływają 2 potoki: Malinka i Malinowski Potok oraz rzeka Żylica, a na szczycie Malinowskiej Skały zbiegają się granice 3 miejscowości: Wisły, Szczyrku i Lipowej. Przez Malinowską skałę przebiega granica krain historycznych Małopolski i Śląska.
Masyw Malinowskiej Skały – jak i cały grzbiet, biegnący od niej przez Malinów i Przełęcz Salmopolską aż po Kotarz – zbudowany jest z tzw. zlepieńców z Malinowskiej Skały. Skała ta, tworząca nieciągły poziom składający się z szeregu izolowanych soczewek, spotykana jest tylko w Beskidzie Śląskim, Małym i Morawsko-Śląskim w najwyższej części górnych warstw godulskich. Są to drobno- i średnioziarniste zlepieńce kwarcowe, zawierające liczne okruchy łupków mikowych, granitów i ziarna skaleni. Składniki te można bez trudności wyróżnić w litej płycie, pokrywającej szczyt Malinowskiej Skały lub też dostrzec – jako produkt współczesnego wietrzenia – wśród żwiru pokrywającego ścieżkę.
Około 60 m na północ szczytu, tuż przy szlaku turystycznym, zlepieniec ten buduje sporą wychodnię skalną, tzw. Malinowską Skałę w kształcie rozczłonkowanej ambony o wymiarach 6 × 14 × 5 m. Na ścianach wychodni widać interesujące formy wietrzenia, m.in. dość głęboką niszę. Wychodnia na Malinowskiej Skale jest co najmniej od połowy XX w. jednym z najlepiej rozpoznawalnych symboli Beskidu Śląskiego. Jej fotografie znajdują się praktycznie we wszystkich publikacjach krajoznawczych opisujących te góry, jest też przedstawiana na niezliczonych wzorach kart pocztowych.
Malinowska Skała była obiektem uprawiania boulderingu, ale od 1977 roku wychodnia ta jest objęta ochroną jako pomnik przyrody nieożywionej.
W stokach góry znajduje się m.in. Jaskinia Malinka o długości korytarzy 16 m, odkryta w 1979 r.
Na północno-zachodnich stokach Malinowskiej Skały, w dużej niszy osuwiskowej, znajduje się – stanowiący dużą rzadkość w Beskidach – naturalny, całoroczny stawek o średnicy ok. 10 m.

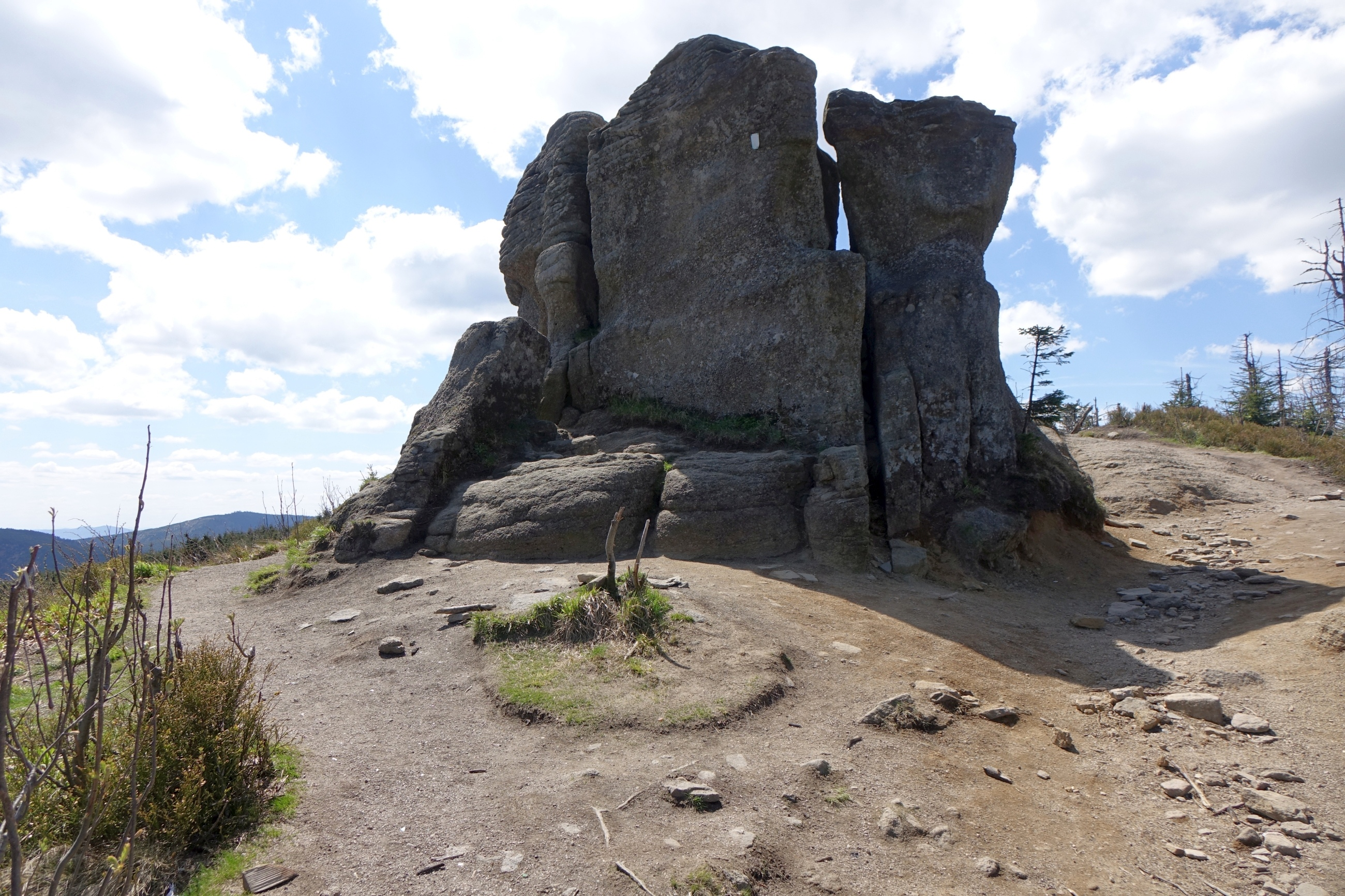
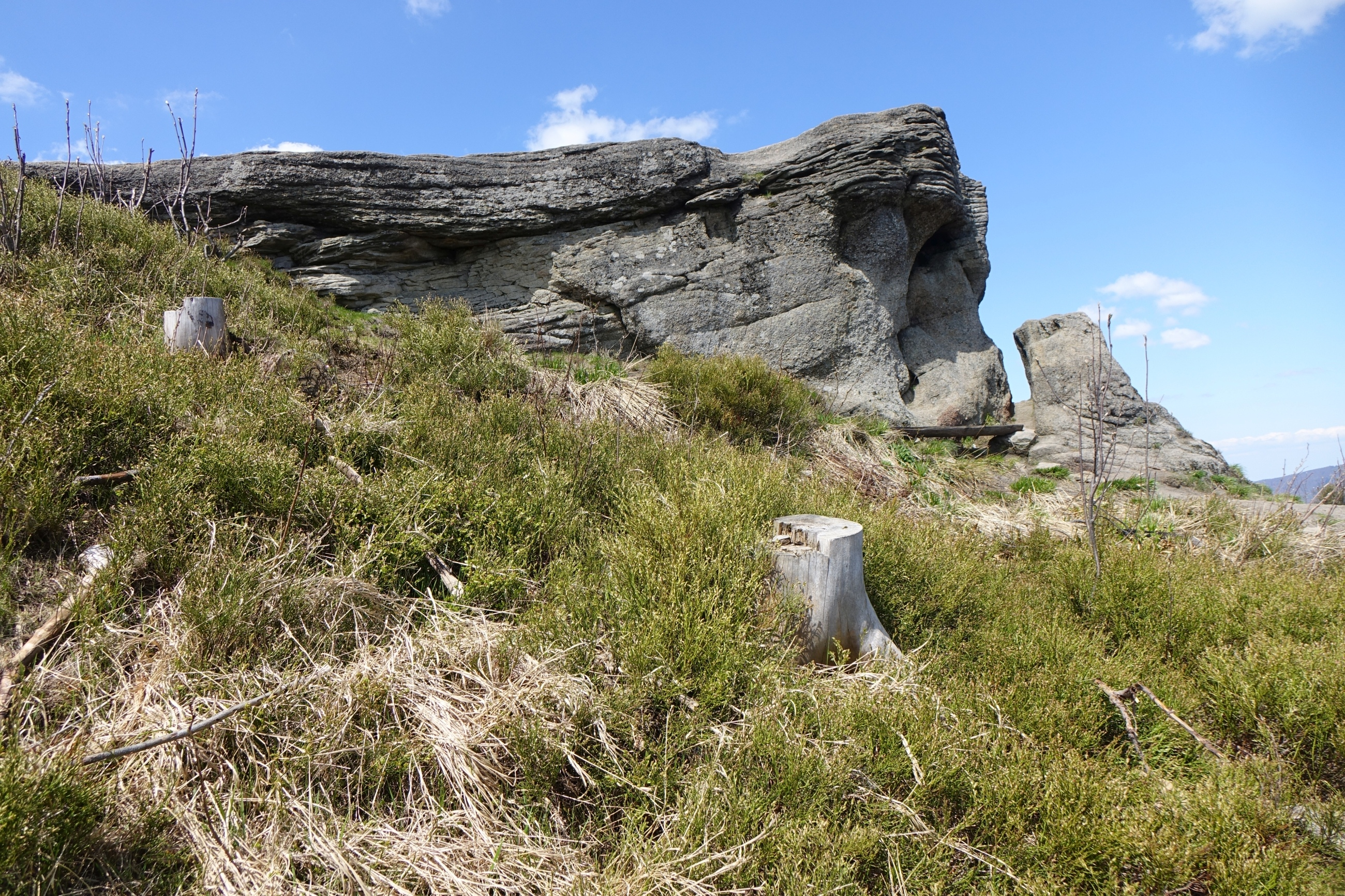
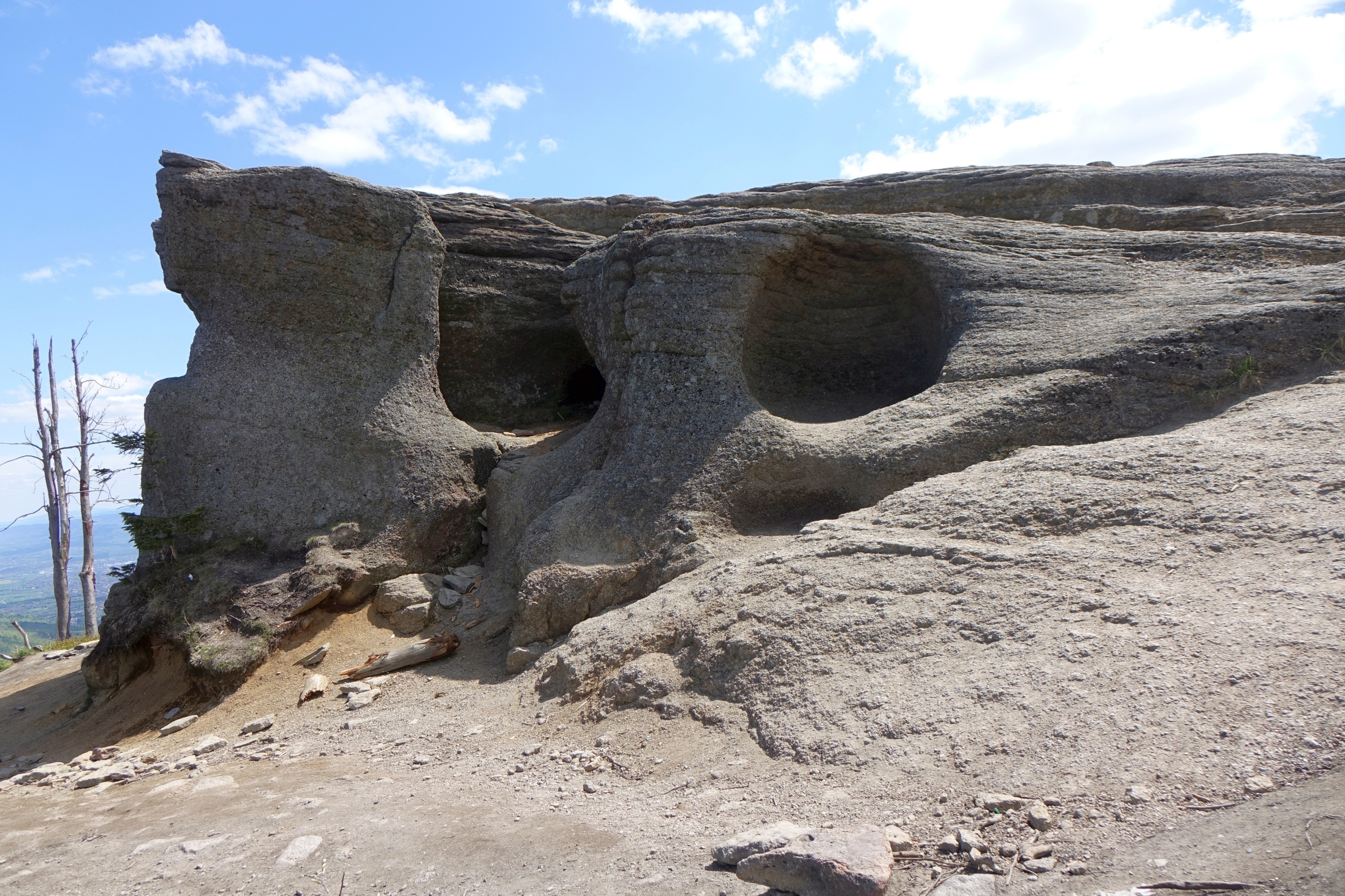
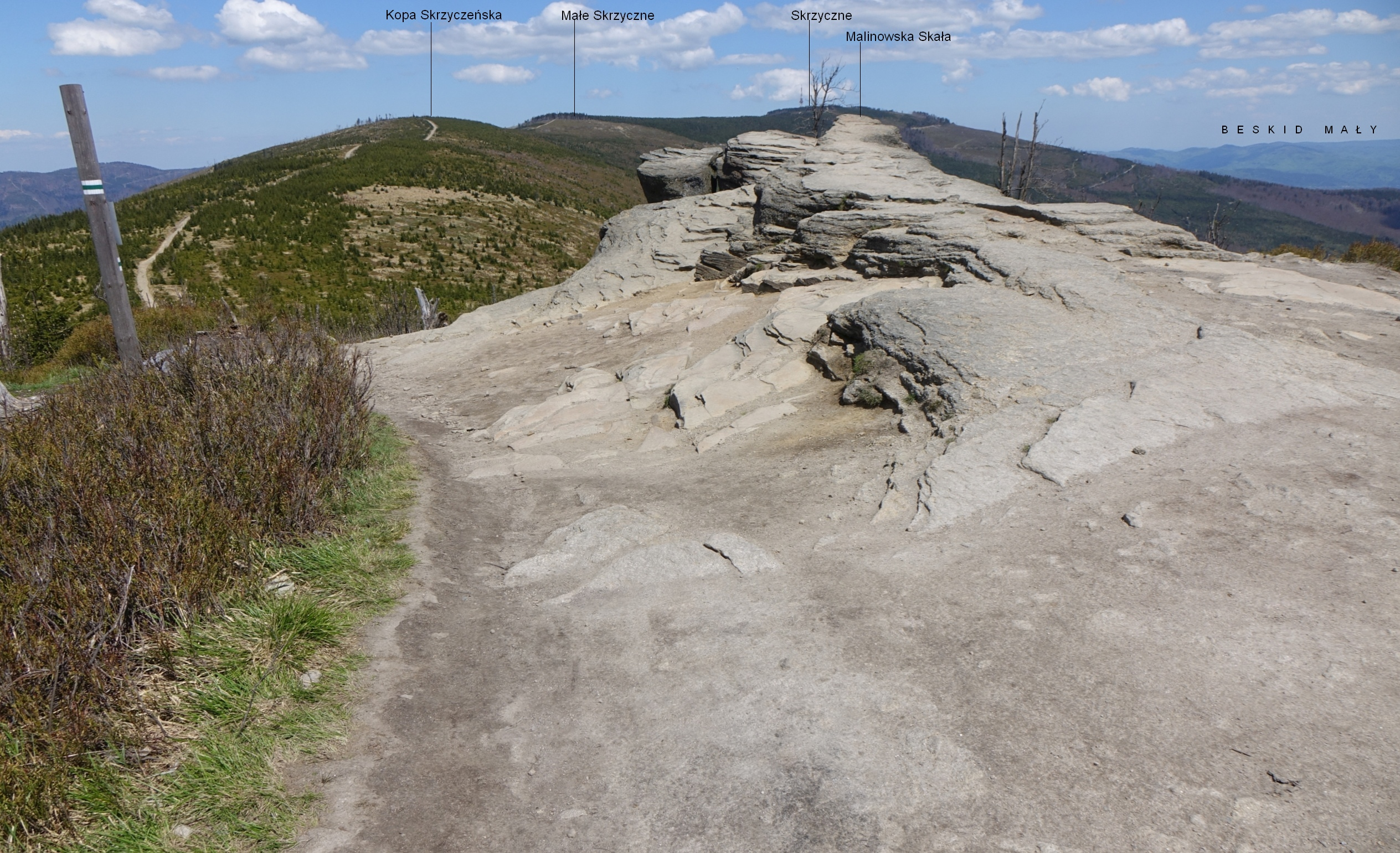

## Szlaki turystyczne
z Przełęczy Salmopolskiej przez Malinów – 1:15 godz. (w kierunku przeciwnym 1 godz.);
 z Dużego Skrzycznego – 1:10 godz. (w kierunku przeciwnym 1:10 godz.);
 z Baraniej Góry – 2:10 godz. (w kierunku przeciwnym 2:45 godz.);
 z Ostrego przez Kościelec – 2 godz. (w kierunku przeciwnym 2:30 godz.).